# Ropica (berg i Tjeckien)
Ropica är ett berg i Tjeckien.   Det ligger i regionen Mähren-Schlesien, i den östra delen av landet, 300 km öster om huvudstaden Prag. Toppen på Ropica är 1 076 meter över havet, eller 344 meter över den omgivande terrängen. Bredden vid basen är 16,3 km.
Terrängen runt Ropica är huvudsakligen kuperad.Runt Ropica är det ganska glesbefolkat, med 40 invånare per kvadratkilometer. Närmaste större samhälle är Frýdek-Místek, 19,5 km nordväst om Ropica. I omgivningarna runt Ropica växer i huvudsak blandskog.